# サクラメント地域交通局
サクラメント地域交通局（Sacramento Regional Transit District）は、アメリカ合衆国カリフォルニア州サクラメント郡の公共交通機関である。郡内で路線バスとライトレールを運行している。

## 概要
通常の路線バスの他にサクラメント国際空港行きのシャトルバスや身体障害者用のオンデマンドバスも運行している。カリフォルニア大学デービス校行きのバスは隣のヨロ郡交通局が運行している。
ライトレールは1987年に運行開始した。その後は計画的に路線を拡大している。2025年の時点ではグリーン、ブルー、ゴールドの3路線、営業距離69キロメートルである。

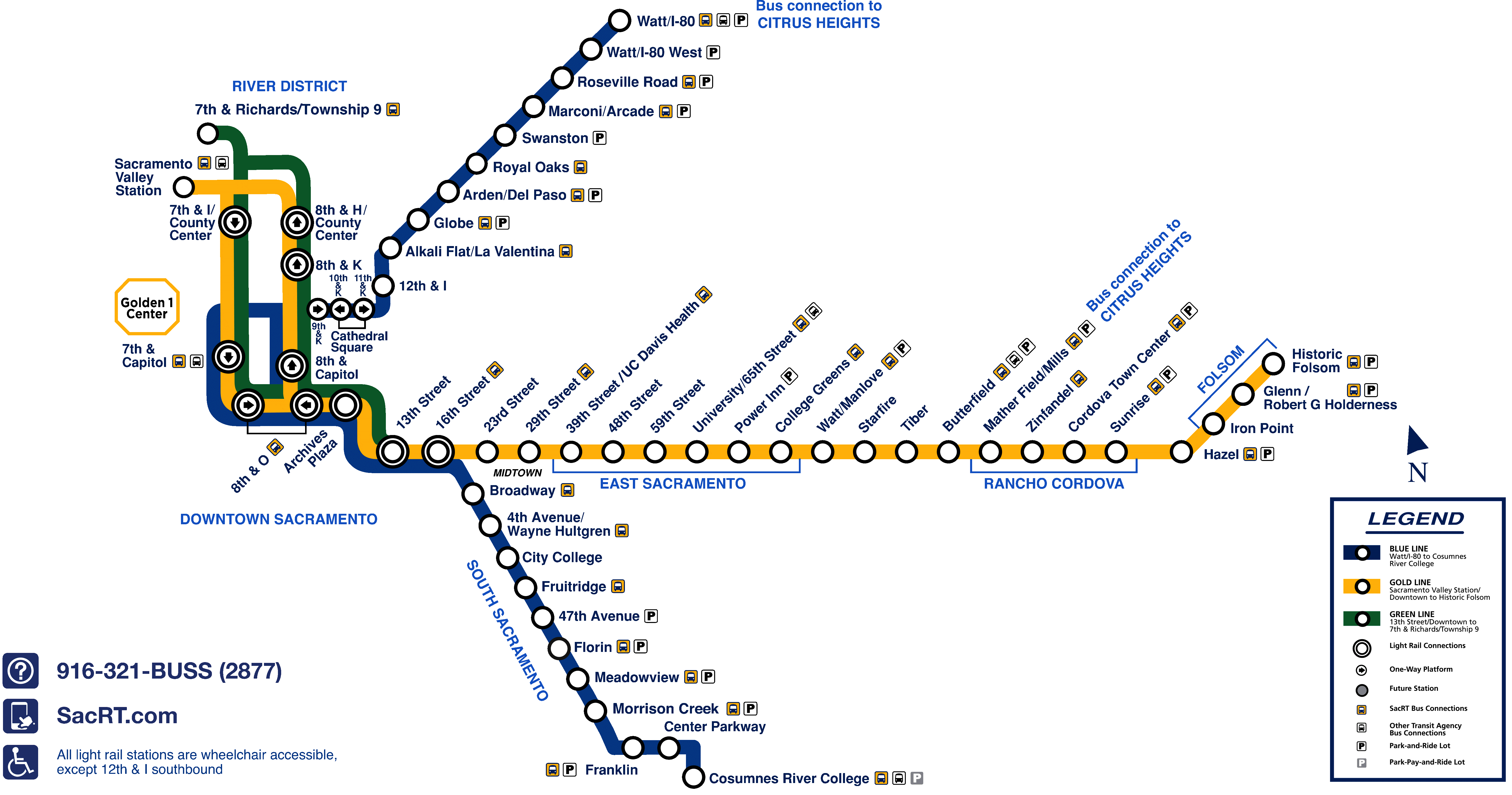
ライトレール路線図